# Бенюмов, Михаил Иосифович
Михаи́л Ио́сифович Беню́мов (род. 5 марта 1948, Киев) — советский и российский скрипач и дирижёр. Кандидат искусствоведения, профессор, педагог. Заслуженный артист РФ, Заслуженный деятель искусств РФ, основатель и художественный руководитель Красноярского камерного оркестра.

## Биография
Начал обучение игре на скрипке в детской музыкальной школе № 3 в Киеве в классе Г. Е. Ямпольского. В 1962 году переехал в Москву и поступил в Московскую среднюю специальную музыкальную школу имени Гнесиных в класс М. А. Гарлицкого. Окончил Российскую академию музыки имени Гнесиных у М. С. Блока, там же окончил ассистентуру-стажировку у М. И. Фихтенгольца. Также занимался в классах камерного ансамбля и квартета у В. К. Тонха и Р. Д. Дубинского.
В 1971–1977 годах преподавал в Кыргызской государственной консерватории. В 1978 году переехал в Красноярск и начал работу в Красноярском институте искусств. В 1982–2010 годах был заведующим кафедрой струнных инструментов, руководил студенческим камерным оркестром и симфоническим оркестром вуза. В 1986 году защитил кандидатскую диссертацию по теме «О специфике художественных средств музыканта-исполнителя».
В 1993 году основал Красноярский камерный оркестр. Под его руководством оркестр участвовал в международных фестивалях в России, Европе и Китае. Специально для Бенюмова были написаны сочинения современных композиторов О. Л. Проститова и И. Баттистона.

## Семья
- Жена — Лариса Владимировна Маркосьян, музыкант, заслуженная артистка России.
- Дочь — Дана Михайловна Бенюмова, директор Кочубей-Центра НИУ ВШЭ.
- Дочь — Мария Михайловна Бенюмова, дирижер[5].
- Дочь — Римма Михайловна Бенюмова, музыкант, трёхкратная золотая медалистка Дельфийских игр[3].
- Падчерица — Софья Александровна Чмух[6], политтехнолог.

## Награды и признание
- 1995 — заслуженный артист РФ.
- 2006 — медаль Страдивари за высокое профессиональное мастерство (Кремона, Италия).
- 2010 — заслуженный деятель искусств РФ.
- 2018 — почётный гражданин города Красноярска.
- 2021 — государственная премия Красноярского края в области музыкального искусства имени И. В. Шпиллера[7].
- 2024 — почетный гражданин Красноярского Края[8]